# کانستلیوم
کانستلیوم (انگلیسی: Constellium) شرکت آلومینیوم فرانسوی است، که در سال ۲۰۱۱ تأسیس شد.